# Z-машина

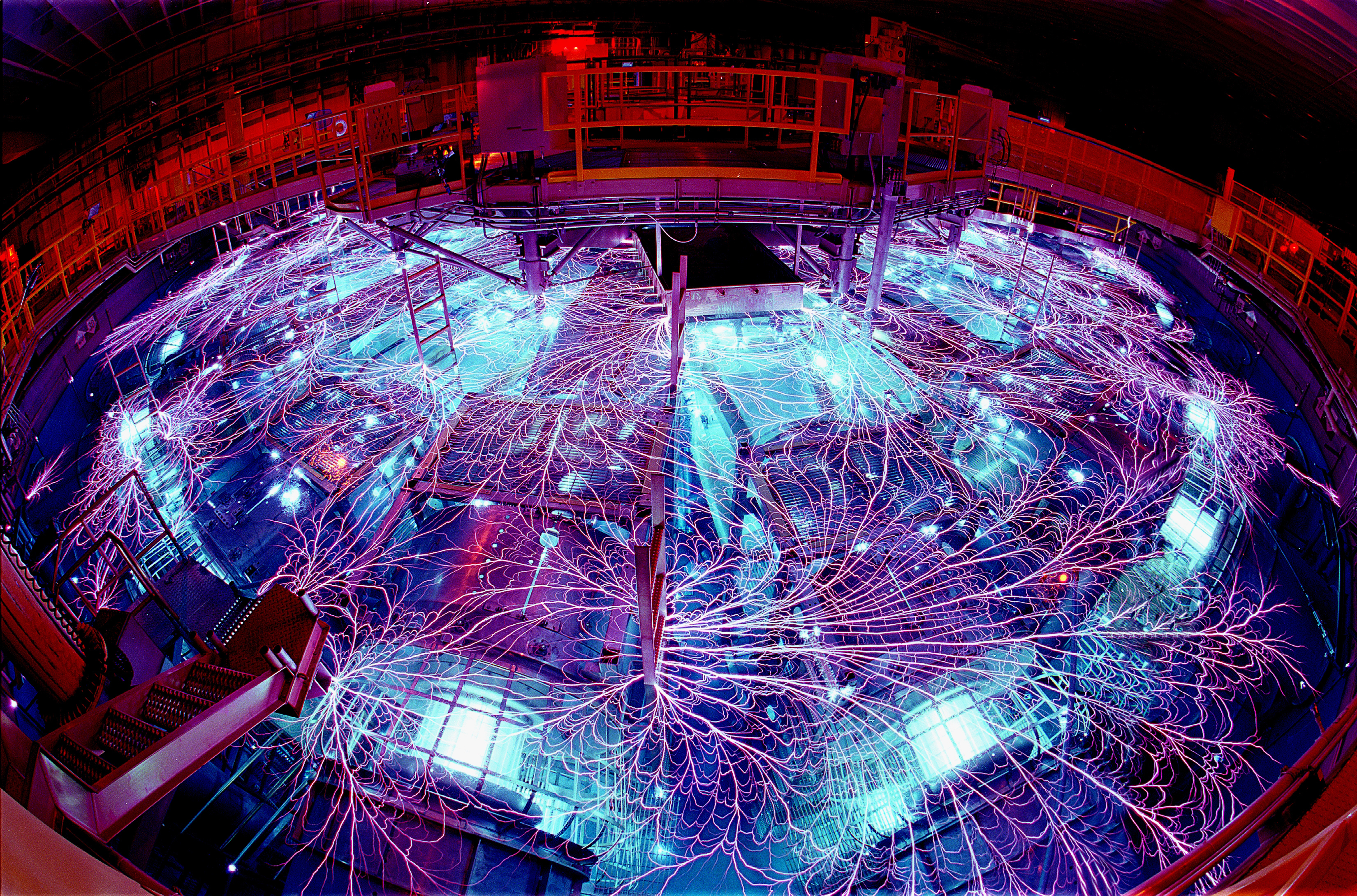
Z машина

Імпульсний енергоблок Z (неофіційно Z машина) — найбільший в світі генератор високочастотних електромагнітних хвиль. Створений для дослідження матеріалів в умовах надвисоких температури та тиску. Буква "z" у назві пояснюється тим що створене магнітне поле стискає газ вздовж вертикальної осі, яку також називають вісь Z. Після ремонту в жовтні 1996 р. використовується для дослідження інерційного керованого термоядерного синтезу. Також допомагає отримувати дані для компютерного моделювання ядерної зброї та в роботах над можливою імпульсною термоядерною електростанцією. Знаходиться в Альбукерке (США).

## Зноски
1. ↑  The Con-Artist Physics of "Ocean's Eleven". www.aps.org. Процитовано 29 травня 2024.